# Coucou à queue fourchue
Surniculus dicruroides
Ne doit pas être confondu avec Coucou velouté.
Espèce
Statut de conservation UICN

 LC  : Préoccupation mineure
Le Coucou à queue fourchue (Surniculus dicruroides) ou Coucou velouté de Chine est une espèce d'oiseaux de la famille des Cuculidae. Elle était autrefois considérée comme une sous-espèce du Coucou surnicou (S. lugubris).

## Répartition
Cet oiseau vit en Asie du Sud, le nord de la Birmanie et la sud de la Chine ; il hiverne en Asie du Sud-Est.